# Weusiteh
Weusiteh is een bestuurslaag in het regentschap Aceh Besar van de provincie Atjeh, Indonesië. Weusiteh telt 471 inwoners (volkstelling 2010).